# Demokratyczna Partia Odnowy Narodowej Uzbekistanu
Demokratyczna Partia Odnowy Narodowej Uzbekistanu (uzb. Oʻzbekiston Milliy Tiklanish Demokratik Partiyasi, OMTDP) – prawicowa partia polityczna w Uzbekistanie. Obecnie ma 36 reprezentantów w parlamencie Uzbekistanu.